# Flens samrealskola
Flens samrealskola var en realskola i Flen verksam från 1939 till 1970.

## Historia
En privat skola hade tidigare funnits i Flen som påbyggnad på folkskolan, men den hade på grund av ägarinnans höga ålder måst upphöra, vilket aktualiserade frågan om en kommunal skola. 11 oktober 1931 bildades Flens realskoleförening, vilken hade till uppgift att verka för inrättandet av en realskola i Flen och sedan målet nåtts verka för skolans bästa. Efter en utredning framlades för Flens kommunalfullmäkte en del förslag, som tillsatte en kommitté för att utreda frågan 14 februari 1933 var kommittén klar med sitt förslag. Frågan bordlades dock två år på grund av den rådande depressionen. Flens realskoleförening var dock inte nöjda, och startade en insamling, och lyckades så bra, att man kunde säkra två års finansiering, och kunde hösten 1933 starta verksamheten i tillfälliga lokaler.
Skolan bildades som en högre folkskola, från 1935 fyraårig. 1 januari 1939 ombildades den till en kommunal mellanskola. Denna ombildades från 1946 successivt till Flens samrealskola. 
Verksamheten startade i provisoriska lokaler, behovet av en egen skolbyggnad gjorde sig dock snart kännbara, på ett kommunalfullmäktigemöte 21 mars 1938 anslogs pengar till uppförandet av ett skolhus och vårterminen 1939 stod skolan klar att tas i bruk. 1945 skedde en utbyggnad sedan skolan blivit för liten. Realexamen gavs från 1939 till 1970.
Skolbyggnaden har senare tagits över av Stenhammarskolan.